# Демітрій I Александрійський
Демітрій I Александрійський (127 — 22 жовтня 232) — 12-й папа і патріарх Александрійський. Секст Юлій Африканський, який відвідав Александрію під час єпископства Демітрія, називає його одинадцятим єпископом від Марка на десятому році правління римського імператора Коммода. Євсевій Кесарійський згадує його на десятому році правління Септіма Севера.

## Біографія
Демітрій був хліборобом, який проживав зі своєю дружиною у позашлюбних відносинах 47 років, поки не був обраний патріархом. Згідно з «Синексарієм», біографічною збіркою святих Церкви, хворому патріарху Юліану було видіння, яке сповіщало, що наступник відвідає його з гроном винограду, у пору року, коли буде не сезон для нього. Наступного дня до Юліана прибув фермер на ім'я Демітрій з гроном винограду для єпископа, просячи його благословення, і був оголошений наступним єпископом Демітрієм I, дванадцятим єпископом Александрійським.
Єпископ Демітрій прагнув встановити фіксований календар церковних постів і свят. Він встановив літургійний календар, за яким визначали дати посту. Будучи єпископом великої митрополії, Демітрій брав участь у суперечці щодо канонічного обчислення Пасхи. Він першим застосував розрахунковий метод визначення дат Великодня і його едикт був затверджений Нікейським собором (325 рік). Східні православні церкви досі слідують за обчисленням, затвердженим Демітрієм.
Ієронім стверджував, що Демітрій відправив Пантена з місією до Індії. Імовірно, що Климент Александрійський змінив Пантена на посаді голови Александрійської богословської школи ще до патріархату Деметрія. Коли Климент покинув Александрію (бл. 203 року), Демітрій призначив Оригена, якому було вісімнадцять років, наступником Климента.
Демітрій підтримував Оригена на початку його кар'єри, і як кажуть, захоплювався його вченістю. Він відправив його до Аравії у відповідь на запрошення, надіслане в листах до префекта Александрії. Коли імператор Каракалла розграбував Александрію в 215 році, Ориген втік до Кесарії Палестинської, де палестинські єпископи попросили його читати проповіді для громади. Демітрій розлютився і написав дорікнувши, що його вчення не було для нього, як для мирянина, канонічним. Єпископи Александр Єрусалимський і Феоктист Кесарійський написали листа на його захист і згадали прецеденти проповідей мирян, але, незважаючи на їхні зусилля, Демітрій відкликав Оригена.
У 230 році Оригена попросили залагодити суперечку в Ахеї, що вимагало його присутності, тому він вирушив до неї через Палестину, тоді й був висвячений на священика в Кесарії. Дізнавшись про це, Демітрій вважав це актом вивільнення, який погіршив їхні стосунки. Демітрій скликав у 232 році синод, який зробив Оригена вигнанцем, а потім розіслав усім церквам засудження його поведінки. Очевидно, що Демітрій стверджував, що така реакція була викликана особистими ревнощами, а не просто невисвяченням. Рим прийняв це рішення, але Кесарія, Фінікія, Аравія та Ахея оскаржували його. З Кесарії Ориген надіслав листи на свій захист і зі звинуваченнями Демітрія.
Згодом Демітрій пройшов богословську школу під наглядом Геракла, помічника Оригена, який довгий час був його спільником. Можливо, це був останній вчинок Демітрія як єпископа. Демітрій керував Александрійською церквою протягом сорока двох років і помер у віці 105 років.